# Ігор Діденчук
Ігор Діденчук (нар. 29 грудня 1998, м. Луцьк, Україна) — український мультиінструменталіст, сопілкар, учасник гурту «Go A» та «Kalush» (2019).

## Життєпис
Ігор Діденчук народився в місті Луцьку на Волині.
Навчався у Луцькій музичній школі № 1 (викладач — сопілкар Юрій Фокшей). Закінчив Волинський коледж культури і мистецтв, факультет музичного мистецтва Київського національного університету культури і мистецтв.
У 2021 році в складі гурту «Go A» представляв Україну на Євробаченні 2021. У 2022 році в складі гурту «Kalush Orchestra» представляв Україну Євробаченні 2022.
Вміє грати вже на 30 музичних інструментах.